# Kühlenthal
Kühlenthal – miejscowość i gmina w Niemczech, w kraju związkowym Bawaria, w rejencji Szwabia, w regionie Augsburg, w powiecie Augsburg, wchodzi w skład wspólnoty administracyjnej Nordendorf. Leży w Parku Natury Augsburg – Westliche Wälder, około 22 km na północ od Augsburga.

## Polityka
Wójtem gminy jest Erich Stohl z FW, rada gminy składa się z 8 osób.
|      | WG | FW | Razem |
| 2008 | 5  | 3  | 8     |
| 2002 | 4  | 4  | 8     |